# Mouchamps
Mouchamps település Franciaországban, Vendée megyében. Lakosainak száma 2986 fő (2022. január 1.). Mouchamps Les Herbiers, Le Boupère, L’Oie, Rochetrejoux, Sainte-Cécile, Saint-Germain-de-Prinçay, Saint-Paul-en-Pareds, Saint-Prouant, Saint-Vincent-Sterlanges és Vendrennes községekkel határos.

## Népesség
A település népességének változása:
| Lakosok száma | 2821 | 2843 | 2922 | 2886 | 2901 | 2922 | 2923 | 2957 | 2986 |
|               | 2013 | 2015 | 2016 | 2017 | 2018 | 2019 | 2020 | 2021 | 2022 |